# La Colilla
La Colilla é um município da Espanha na província de Ávila, comunidade autónoma de Castela e Leão, de área 11,26 km² com população de 287 habitantes (2007) e densidade populacional de 22,30 hab/km².

## Demografia
| Variação demográfica do município entre 1991 e 2021 | Variação demográfica do município entre 1991 e 2021 | Variação demográfica do município entre 1991 e 2021 | Variação demográfica do município entre 1991 e 2021 | Variação demográfica do município entre 1991 e 2021 |
| --------------------------------------------------- | --------------------------------------------------- | --------------------------------------------------- | --------------------------------------------------- | --------------------------------------------------- |
| 1991                                                | 1996                                                | 2001                                                | 2004                                                | 2021                                                |
| 204                                                 | 196                                                 | 259                                                 | 250                                                 | 341                                                 |